# Body Suit
Body Suit è un singolo della cantante britannica Foxes, pubblicato il 26 gennaio 2022 come quinto estratto dal terzo album in studio The Kick.

## Descrizione
Foxes ha affermato che il brano parla del coraggio di farsi accettare per quello che si è nonché nell'abbandonare il proprio ego e le proprie aspettative.

## Tracce
Testi e musiche di Foxes, Morgan Nagler e James Greenwood.
1. Body Suit – 4:02